# Устиновы
Устиновы — русский дворянский род, происходящий от саратовского купца-миллионщика Михаила Андриановича Устинова (1755—1836), пожалованного в январе 1829 г. в потомственные дворяне. В 1821 г. внесён в третью часть дворянской родословной книги Саратовской губернии.

## Основные представители

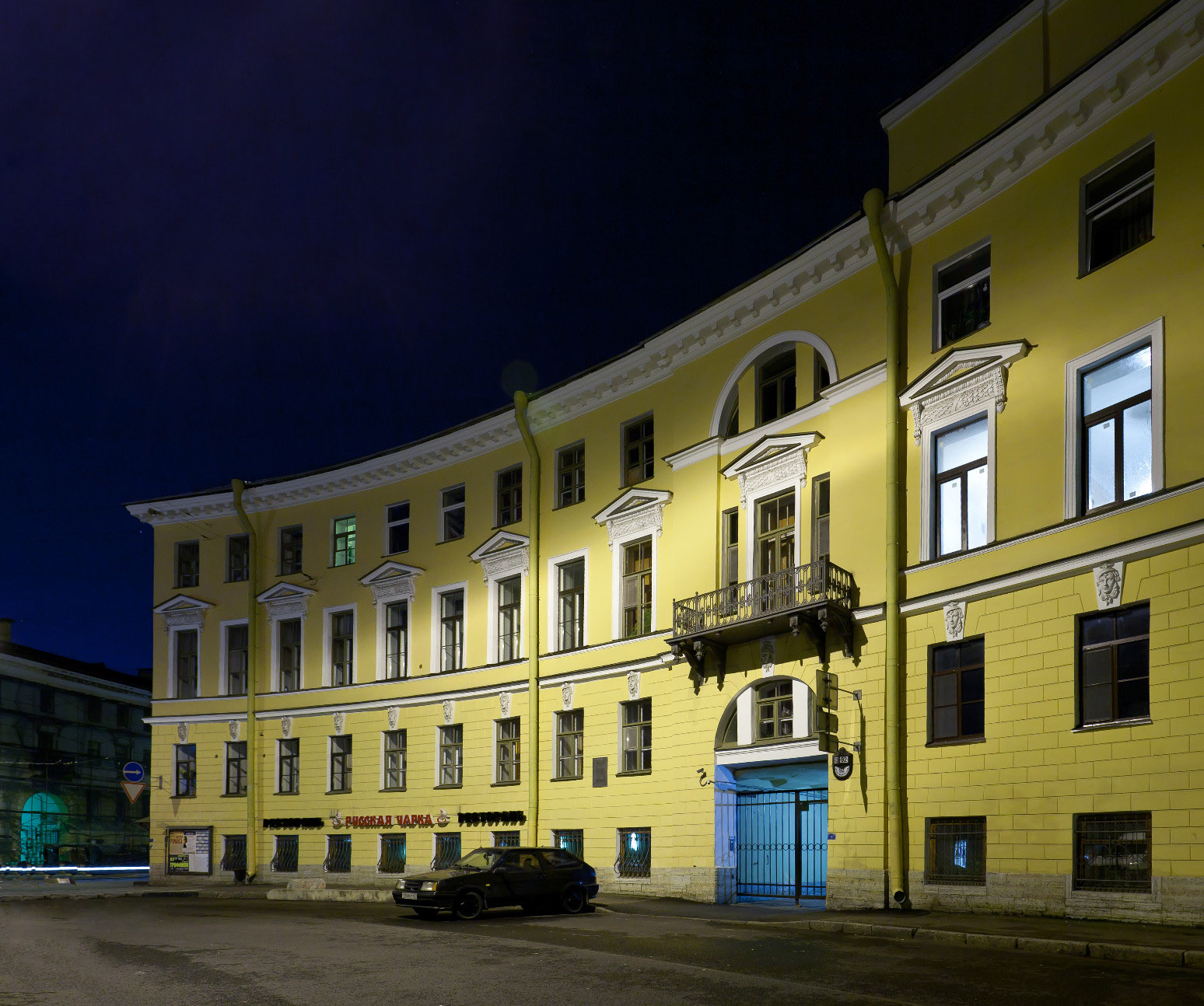
Дом Устиновых на Семёновской площади

Дом Платона Устинова в Американской колонии, Яффа (ныне гостиница «Бейт-Эммануэль»).

- Михаил Андреянович Устинов (1755—1836), «первенствующий купец» Саратовской и Пензенской губерний, статский советник; женат 1-м браком на Марфе Андреевне Вешняковой (ум. 1808), 2-м браком — на Варваре Герасимовне Осоргиной (дочь московского подполковника). Скупил в одной только Саратовской губернии сто тысяч десятин земли[1], на которой его потомками были обустроены имения Беково, Грабовка, Устиновка и прочие.
  - Александр Михайлович (1789—1818), титулярный советник; женат с 1811 г. на Марии Алексеевне Любовцевой (1785—1845), дочери саратовского губернатора А. Д. Панчулидзева.
    - Михаил Александрович (1814—1849), коллежский советник, старший секретарь посольства в Неаполе[2], утонул во время купания в Тирренском море, похоронен в церкви Санта-Мария-делла-Феде; женат на кнж. Ольге Васильевне Трубецкой (1820-96).
      - Павел Михайлович (1848—1903), штабс-капитан; женат с 1877 г. на Ольге Максимовне Рейтерн.
        - Мария Павловна, в 1899 г. вышла замуж за барона Георгия Георгиевича Винекена (управляющий банком в Брюсселе); в 1904 г. — за Валериана Александровича Бутурлина (1885—1918)[3].

    - Мария Александровна (1812—1876), наследница значительной доли устиновских капиталов; выдана дедом замуж за саратовского губернского предводителя дворянства Афанасия Алексеевича Столыпина (1788—1864, двоюродный дед М. Ю. Лермонтова).
      - Мария Столыпина (1832—1901), с 1851 г. жена саратовского губернатора князя В. А. Щербатова (1826—1888)[4].
      - Наталья Столыпина (1834—1905), жена д.с.с. В. А. Шереметева (1834—1884).

  - Василий Михайлович (1797—1838), полковник; имел семерых детей в браке с Анастасией Александровной Языковой.
    - Михаил Васильевич (1825—1899), помещик села Ключевка Петровского уезда; женат на Марии Ивановне Цимбалиной.
      - Адриан Михайлович (1870—1937), действительный статский советник, московский вице-губернатор.

  - Михаил Михайлович (1800—1871), тайный советник, непременный член Совета министра иностранных дел, основатель хутора Устиновка, владелец столичного особняка на Моховой, 3; женат на Софье Александровне Полянской.
    - Александр Михайлович (1842—1912), создатель усадьбы Грабовка; женат на своей двоюродной племяннице Наталье Николаевне Мессинг (ум. 1916).
    - Михаил Михайлович (1841—1878), генерал-майор; женат на двоюродной племяннице Марии Михайловне Устиновой (см. ниже).
      - Софья Михайловна (1876—1951), в 1897 г. вышла замуж за князя Александра Николаевича Долгорукова (1873—1948).

  - Адриан Михайлович (1802—1883), чиновник особых поручений при московском военном генерал-губернаторе, коллежский советник (1828)[5], создатель усадьбы Беково, владелец 2000 душ крестьян и дома на Воздвиженке; женат с 1823 г. на Анне Карловне Шиц (ум. 1837); внебрачный сын — профессор А. А. Крюков.
    - Екатерина Адриановна (1825—1846), жена генерал-лейтенанта Аркадия Дмитриевича Столыпина (1822—1899); умерла при родах.
    - Михаил Адрианович (1825—1904), почётный мировой судья Сердобского уезда; женат на Анастасии Сергеевне Римской-Корсаковой (1830—1876). 
      - Владимир Михайлович (1870—1941), с 1904 г. профессор государственного права в Москве, затем в Ленинграде[6].
        - Давыд Владимирович (1908—2002), главный инженер проекта НИИ «Механобр», Ленинград.
          - Иван Давыдович (1946—н.в.) доктор наук, член совета директоров ЗАО «Механобр», женат на Алисе Валентинове Устиновой (1946—2007). Санкт-Петербург[7].
            - Константин Иванович (1975—н.в.) Санкт-Петербург.

      - Алексей Михайлович (1879—1937), деятель революционного движения, затем полпред в странах Балтии.

  - Григорий Михайлович (1803—1860), с 1827 г. надворный советник, владелец села Алмазов Яр; быстро промотал свою часть отцовского имения, «по отношению к крестьянам постоянно злоупотреблял правом первой ночи»[8]; женат на Марии Ивановне Паншиной.
    - Григорий Григорьевич (1841—1870), знакомый А. И. Герцена (друг его дочери Таты[9]), умер в Ментоне, похоронен на кладбище Кокад.
    - Михаил Григорьевич (1834-19..), гвардии штаб-ротмистр; женат на Ольге Константиновне Преженцовой, дочери полковника.
      - Мария Михайловна, жена Михаила Михайловича Устинова (см. выше).
      - Михаил Михайлович, д.с.с., консул в Гонконге (1899), Мельбурне (1902), Лиссабоне (1907), Монреале (1911), Нью-Йорке (1912-17), строитель виллы Василь-Сарай в крымском урочище Магарач; женат на Марии Николаевне Болотниковой.

    - Платон Григорьевич[англ.] (1840—1918), в 1875 году принял лютеранство и германское подданство (по собственному утверждению, с титулом барона); собиратель палестинских древностей (ныне в университете Осло), владелец лучшей гостинице в Яффе (Hôtel du Parc).
      - Иона Платонович (1892—1962), немецко-британский журналист и дипломат, в годы Второй мировой войны сотрудник MI5; женат на Надежде Леонтьевне Бенуа (1896—1974).
        - сэр Питер Устинов (1921—2004), английский актёр и режиссёр, обладатель двух премий «Оскар».

По-видимому, не связан с саратовскими Устиновыми донской офицер Михаил Васильевич Устинов (1887—1963), который выступал в хоре Сергея Жарова, а после эмиграции был регентом православной церкви в Стокгольме и воспитывал пасынка — всемирно знаменитого впоследствии тенора Николая Гедду.

## Описание герба

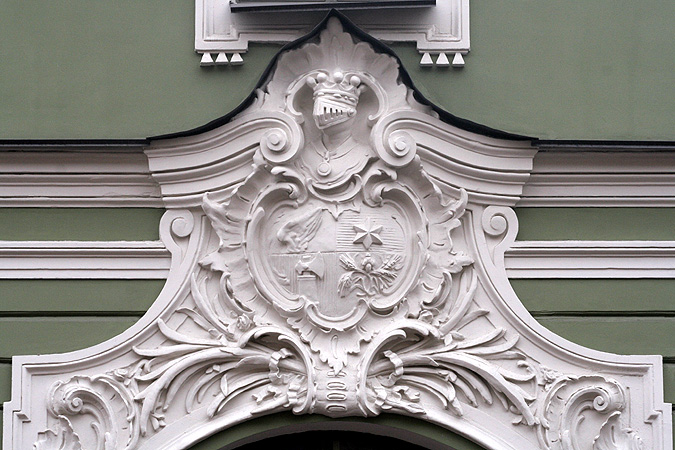
Родовой герб на особняке М. М. Устинова (СПб, ул. Моховая, 3)

Щит поделён на четыре части. В первой в золотом поле чёрное орлиное крыло, во втором голубом поле серебряная шестиконечная звезда, в третьем красном поле серебряная соленаливная труба. В четвёртом серебряном поле накрест два хлебных колоса, сверху золотая пчела.
На щите дворянский коронованный шлем. Нашлемник: пять павлиньих перьев. Намёт на щите серебряный и голубой, подложен красным и серебром.